# Wallendorf (Eifel)

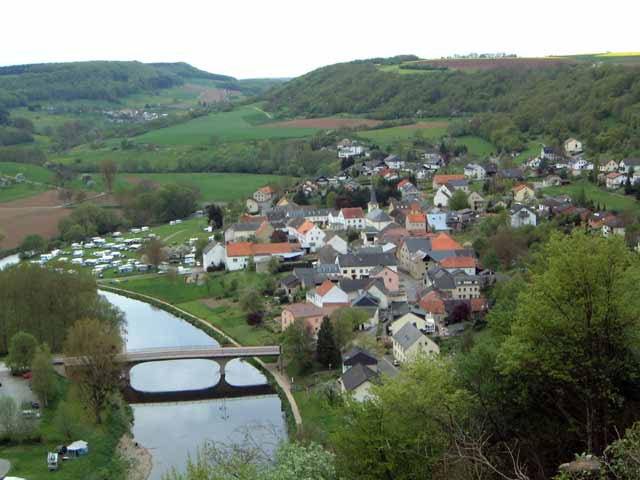
Blick vom Römerturm auf Wallendorf

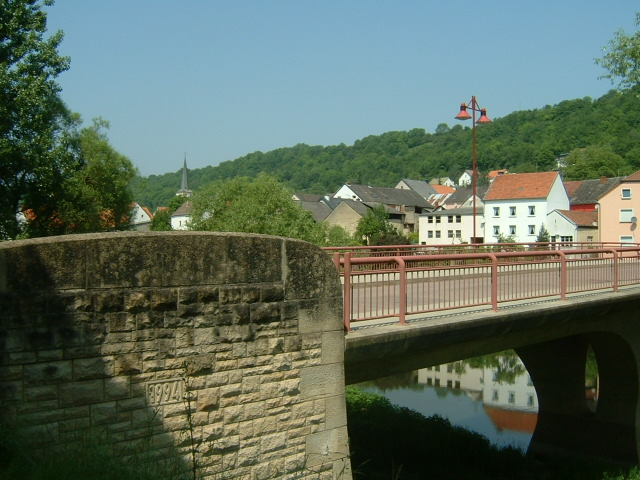
Brücke über die Sauer

Wallendorf ist eine Ortsgemeinde in der Eifel im Eifelkreis Bitburg-Prüm in Rheinland-Pfalz und gehört der Verbandsgemeinde Südeifel an. Wallendorf ist ein staatlich anerkannter Erholungsort. 

## Geographie
Wallendorf ist ein Grenzort zu Luxemburg am Zusammenfluss von Sauer und Our. Zu Wallendorf gehört der Wohnplatz Gaymühle.
Auf der anderen Seite der Sauer liegt Wallendorferbrück, Ortsteil der luxemburgischen Gemeinde Reisdorf. Auf der deutschen Seite sind die Ortsgemeinden Ammeldingen an der Our im Nordwesten, Körperich im Norden, Biesdorf und Nusbaum im Nordosten sowie Bollendorf im Südosten die Nachbarorte von Wallendorf.

## Geschichte
Archäologische Funde aus der „Völkerhöhle“ bei Wallendorf belegen eine vorgeschichtliche Besiedelung der Gegend bereits in der Steinzeit. Schmuck- und Statuenfunde aus der Römerzeit sowie freigelegte Grabbeigaben aus fränkischer Zeit setzen die Besiedelungsgeschichte fort. Besonders umfangreich sind die Grabfunde aus römischer Zeit. Im südlichen Teil Wallendorfs entdeckte man um 1850 ein Brandgräberfeld. Laut Einwohnern handelte es sich um zahlreiche Gräber, die mit Töpfen, Tellern, Tassen und Kupfermünzen belegt waren. Östlich von Wallendorf wurde zudem eine Gruppe von zehn Hügelgräbern beobachtet, deren Zeitstellung allerdings noch unbekannt ist. Auf Kasselt fand sich nach Ausgrabungen ein Oppidum der Treverer, welches auch nach dem Gallischen Krieg und der Herrschaft der Römer weiter besiedelt wurde.
Die erste urkundliche Erwähnung unter dem Namen Vualcheresdorf erfolgte im Jahre 1136 im Zusammenhang mit dem Liebfrauenstift in Prüm. Dabei ist unklar, ob der Name auf vallis (Tal) oder auf einen Römer namens Valo zurückgeht. In späteren Schriften ist dann von Waildorff und Valendorff die Rede.
Bis Ende des 18. Jahrhunderts war Wallendorf Hauptort einer Meierei der Grafschaft Vianden im Herzogtum Luxemburg, als Gutsbesitz der Herren von Fels in Moestroff in Luxemburg. Im Jahr 1795 hatten französische Revolutionstruppen die Österreichischen Niederlande, zu denen Luxemburg damals gehörte, in Besitz genommen. Unter der französischen Verwaltung gehörte das Gebiet zum Kanton Vianden im Arrondissement Diekirch, der zum Departement Wälder gehörte. Wallendorf war Sitz einer Mairie. Aufgrund der Beschlüsse auf dem Wiener Kongress kam der Ort 1815 zum Königreich Preußen. Wallendorf wurde Sitz einer gleichnamigen Bürgermeisterei im Kreis Bitburg,
Während des Zweiten Weltkriegs war Wallendorf dreimal Schauplatz von Kämpfen. Am 14. September 1944 setzten hier US-amerikanische Truppen nach der Zerstörung des Ortes über die Sauer, um weiter Richtung Bitburg vorzustoßen. Im Zuge der Ardennenoffensive im Dezember 1944 lag der Ort abermals im Kreuzfeuer der Kontrahenten, die Amerikaner zogen sich zurück. Am 7. Februar 1945 war Wallendorf wiederum Ziel von Panzer- und Truppenverbänden des US-Armee, die nun endgültig Brückenköpfe bilden konnten. Wallendorf blieb schwer zerstört hinterlassen.
Statistik zur Einwohnerentwicklung
Die Entwicklung der Einwohnerzahl von Wallendorf, die Werte von 1871 bis 1987 sowie von 2011 beruhen auf Volkszählungen:
| Jahr | Einwohner |
| ---- | --------- |
| 1815 | 385       |
| 1835 | 588       |
| 1871 | 572       |
| 1905 | 534       |
| 1939 | 681       |
| 1950 | 398       |
| 1961 | 417       |

| Jahr | Einwohner |
| ---- | --------- |
| 1970 | 419       |
| 1987 | 377       |
| 1997 | 396       |
| 2005 | 386       |
| 2011 | 377       |
| 2015 | 371       |
| 2020 | 382       |

In den letzten Jahren gab es einen verstärkten Zuzug von Menschen aus Luxemburg: Im Jahr 2019 waren von insgesamt 372 Einwohnern 93 Luxemburger (25 %). Im Jahr 2009 waren von 346 Einwohnern nur 39 Luxemburger (11,3 %).

## Politik

### Gemeinderat
Der Gemeinderat in Wallendorf besteht aus acht Ratsmitgliedern, die bei der Kommunalwahl am 9. Juni 2024 in einer Mehrheitswahl gewählt wurden, und dem ehrenamtlichen Ortsbürgermeister als Vorsitzendem.

### Bürgermeister
Dieter Herschbach wurde am 22. Juli 2019 Ortsbürgermeister von Wallendorf. Da bei der Direktwahl am 26. Mai 2019 kein gültiger Wahlvorschlag eingereicht wurde, oblag die Neuwahl des Bürgermeisters gemäß rheinland-pfälzischer Gemeindeordnung dem Rat. Dieser entschied sich auf seiner konstituierenden Sitzung für Herschbach. Bei der Direktwahl am 9. Juni 2024 wurde Dieter Herschbach als einziger Bewerber mit einem Stimmenanteil von 80,6 % für weitere fünf Jahre in seinem Amt bestätigt.
Herschbachs Vorgängerin Suzette Weber hatte das Amt von 1994 bis 2019 ausgeübt.

### Wappen
| Wappen von Wallendorf | Blasonierung: „Gespalten von Rot und Gold vorne ein silberner Balken, hinten am Spalt ein halber rotbewehrter und -gezungter schwarzer Adler“                                                      |
| Wappen von Wallendorf | Wappenbegründung: Auf der Wallendorf zugewiesenen Seite zeigt er das Wappen der Grafen von Vianden: in Rot einen weißen Balken. Auf der gegenüberliegenden Seite den österreichischen Doppeladler. |

## Kultur und Sehenswürdigkeiten
- Bischofskappe, ein Fels in der Form einer Bischofsmütze;
- Genovevabrunnen, errichtet zur Erinnerung an die Genovevafestspiele nach dem Zweiten Weltkrieg, mit deren Hilfe der Wiederaufbau der Kirche und der Kapelle im Jahre 1952 finanziert wurde;
- Fischerbrunnen, ein kleiner Dorfbrunnen;
- ein intakter Bunker des Westwalls, der frei begehbar ist;
- der Ehrenfriedhof Wallendorf, auf dem 322 Soldaten begraben liegen.

Siehe auch: Liste der Kulturdenkmäler in Wallendorf (Eifel) und Liste der Naturdenkmale in Wallendorf (Eifel)

## Verkehr
Wallendorf wird über die Landesstraße 6 sowie die Kreisstraßen K 5 und K 92 an das Straßennetz angebunden. Durch die Brücke über die Sauer besteht eine Anbindung zur luxemburgischen  N10.